# Leptopelis fiziensis
Leptopelis fiziensis är en groddjursart som beskrevs av Laurent 1973. Leptopelis fiziensis ingår i släktet Leptopelis och familjen Arthroleptidae. IUCN kategoriserar arten globalt som otillräckligt studerad. Inga underarter finns listade i Catalogue of Life.